# Villanueva de la Cañada
Villanueva de la Cañada és un municipi de la Comunitat de Madrid. Limita al nord amb Valdemorillo i Villanueva del Pardillo, a l'est amb Majadahonda, Boadilla del Monte i Villaviciosa de Odón, al sud amb Brunete i a l'oest amb Quijorna.

## Ciutats agermanades
- Metepec (Mèxic), des de 1995;
- Madaba Alkubra (Jordània), des de 2005;
- Lé Vesinet (França), des de 2006.